# Park Narodowy „Czeska Szwajcaria”

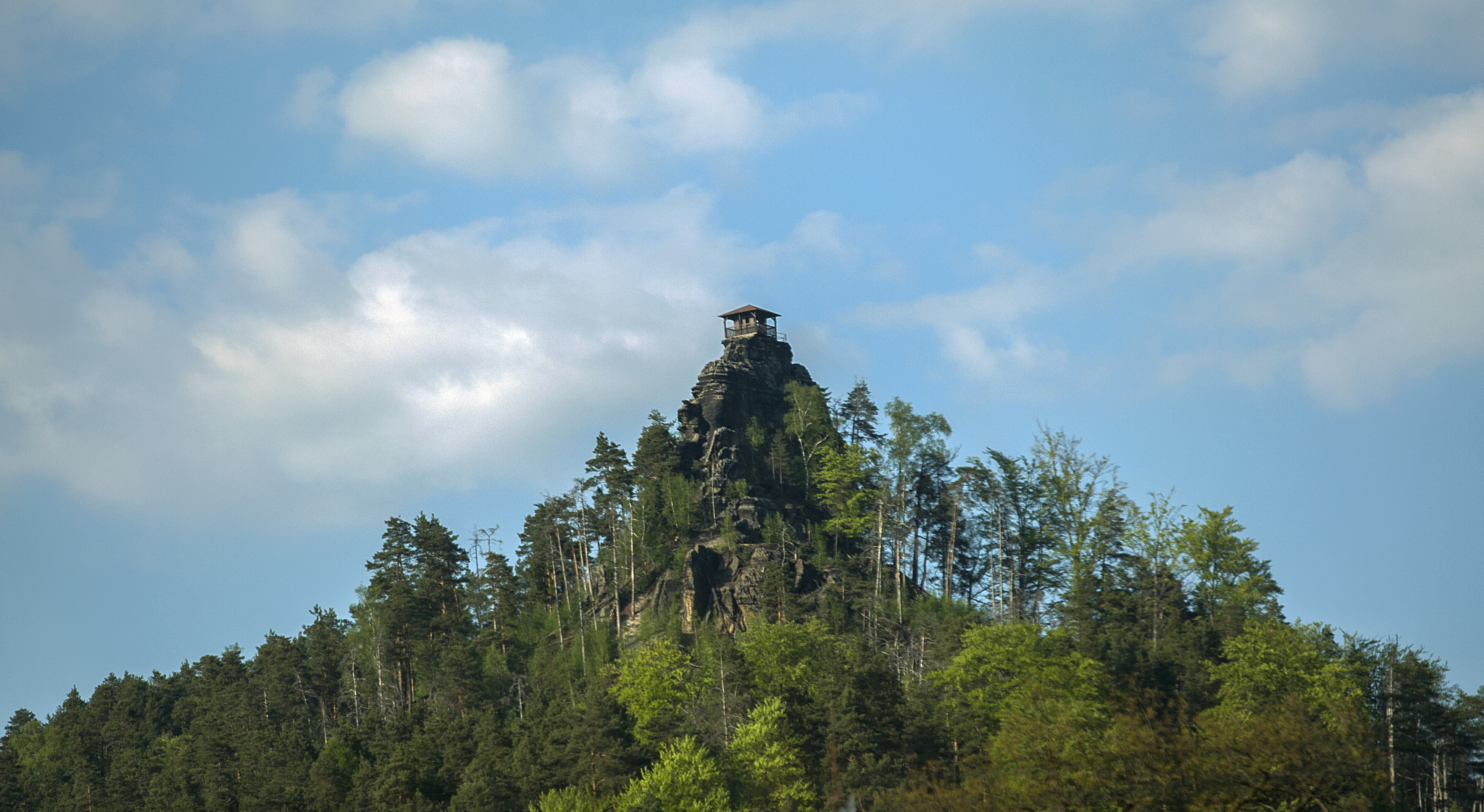
Mariina skála

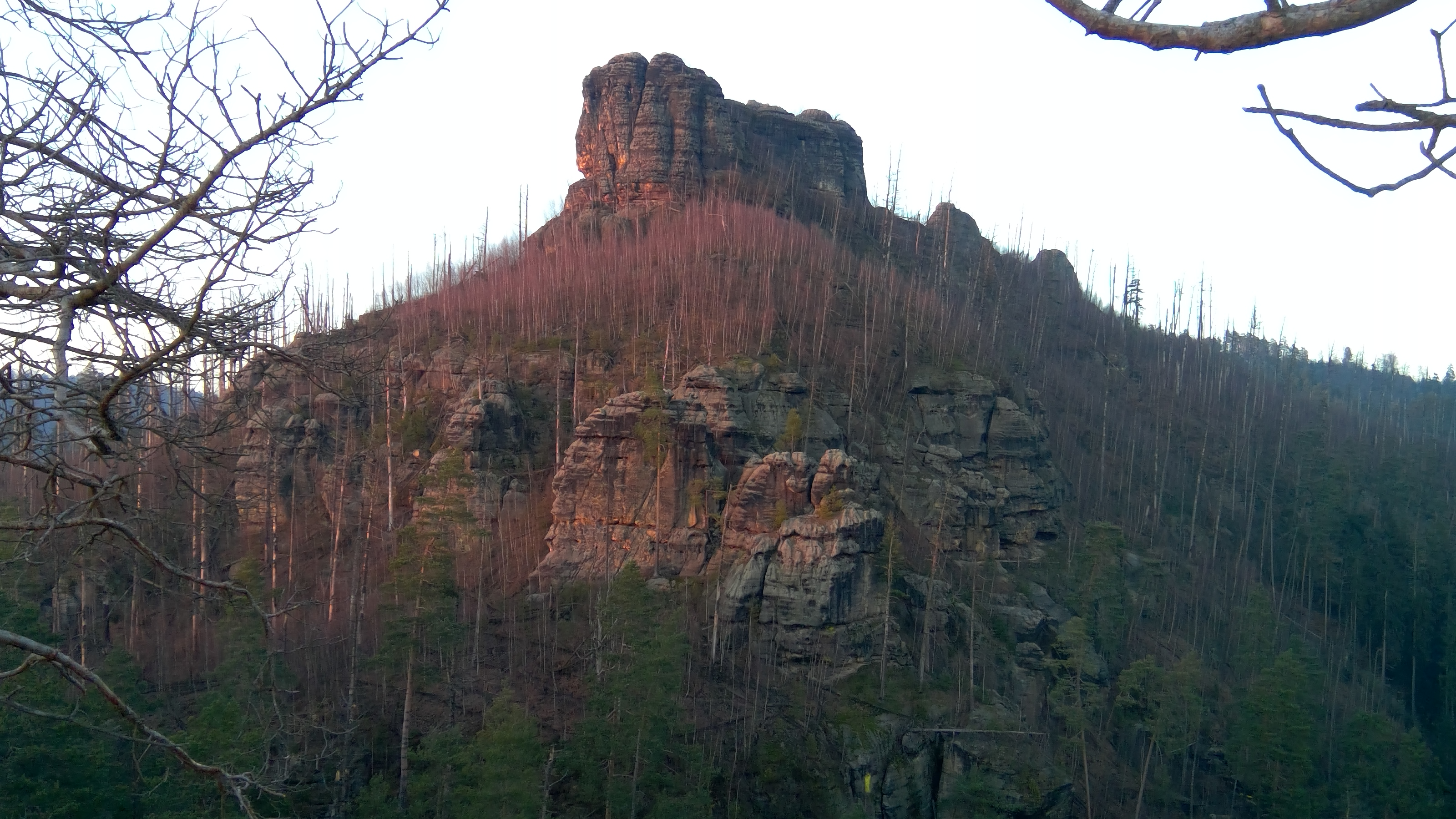
Skała Falkenštejn

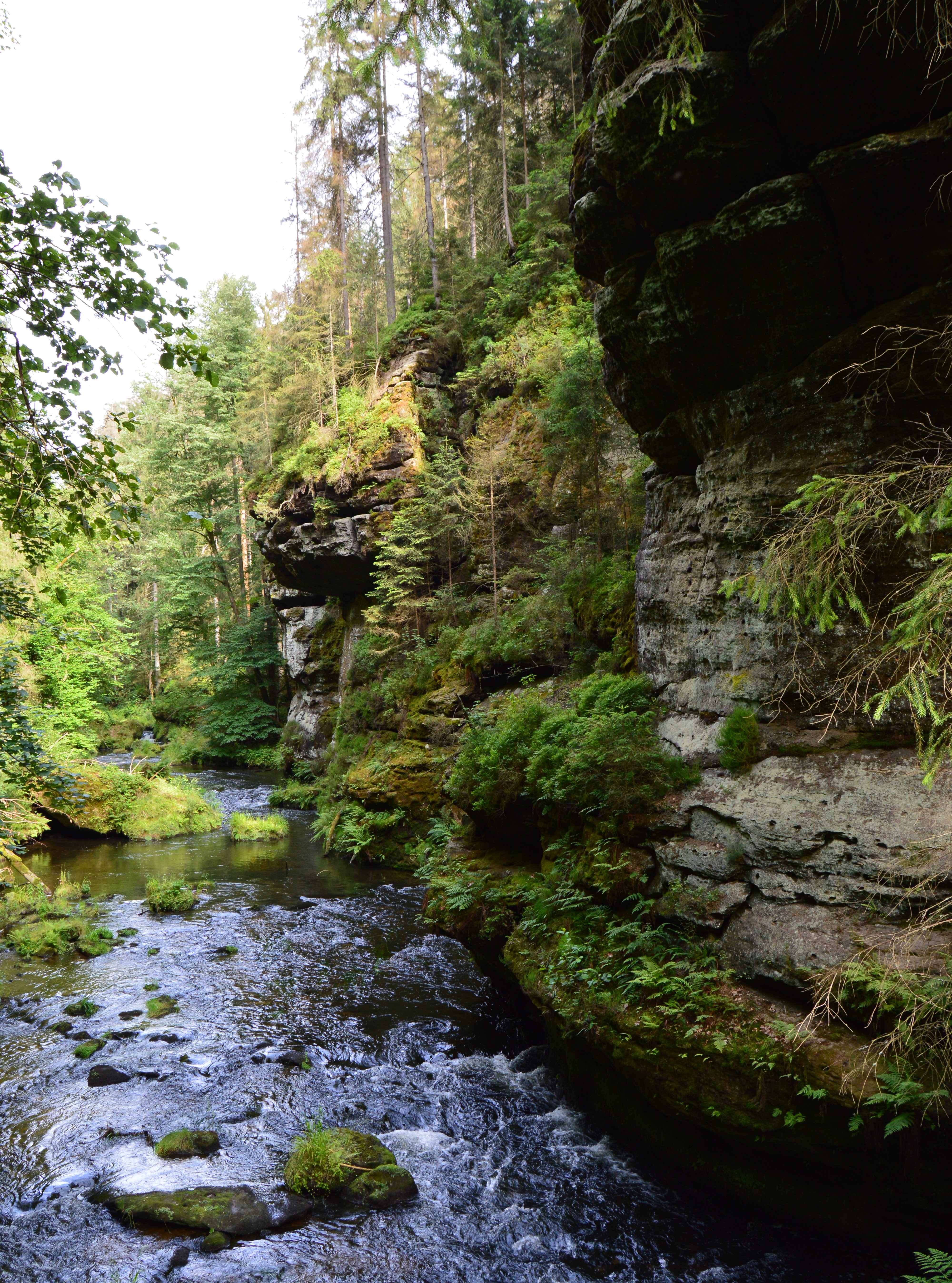
Wąwóz Divoká soutěska

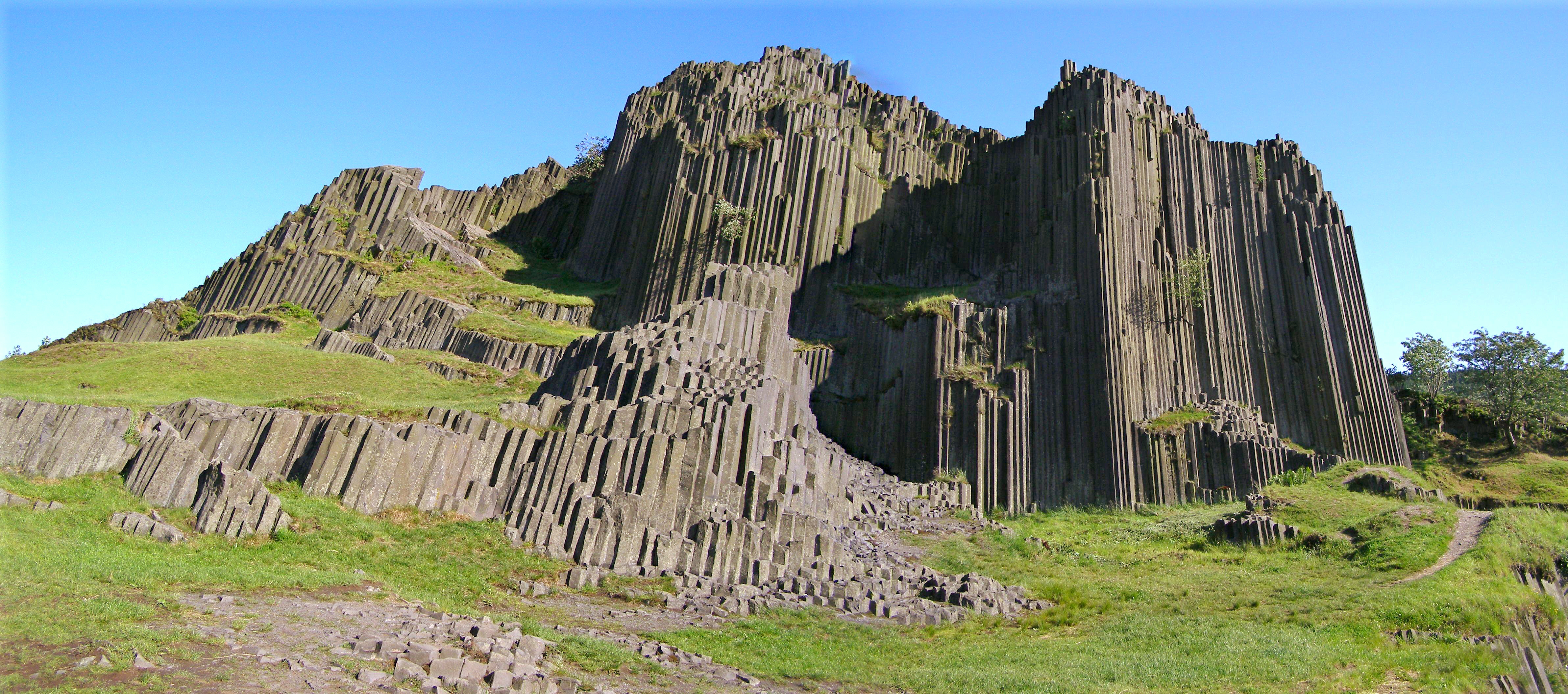
Panská skála

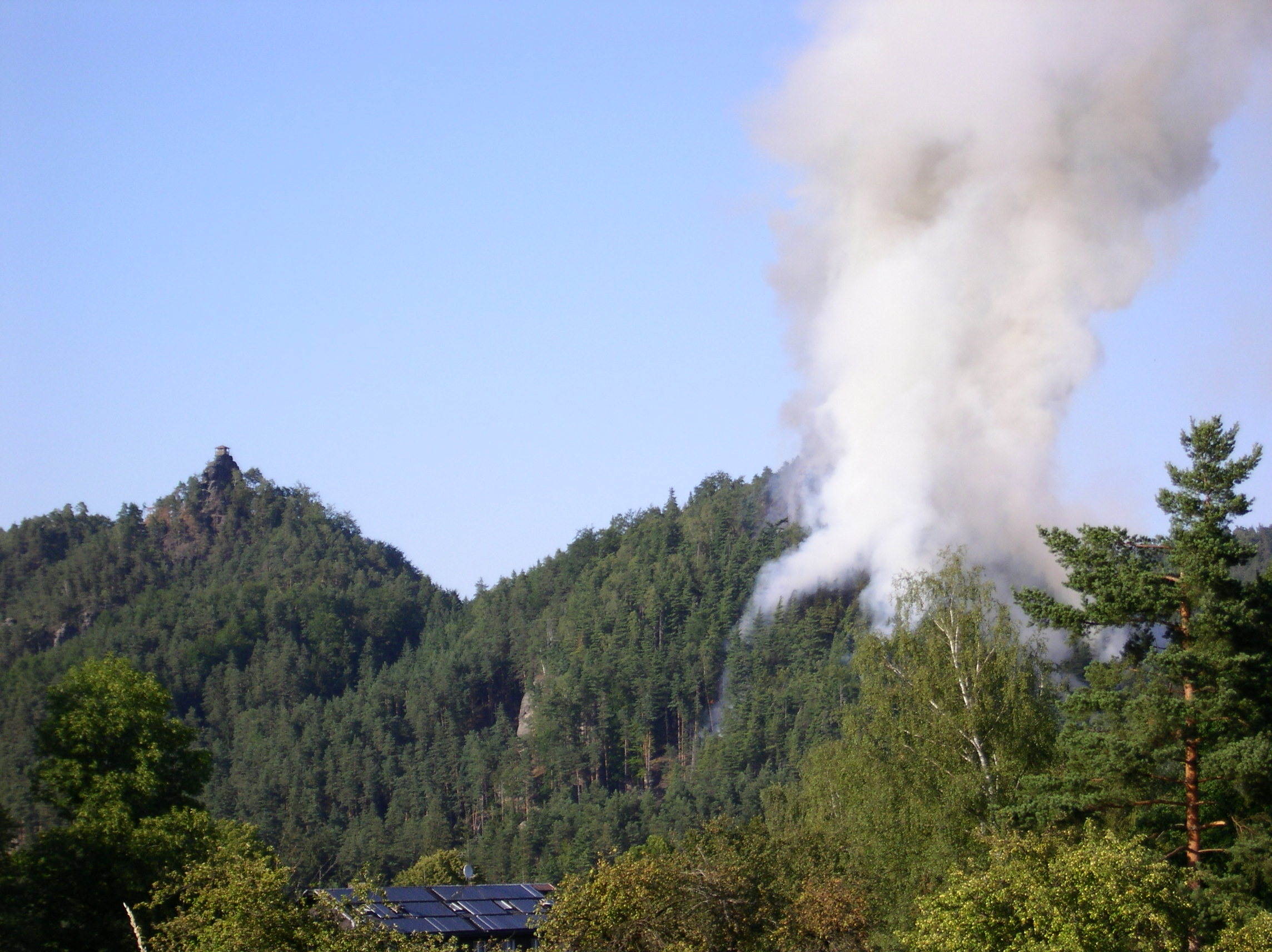
Pożar lasu 23.7.2006 w Parku Narodowym „Czeska Szwajcaria” w pobliżu Jetřichovic

Park Narodowy „Czeska Szwajcaria” (czes. Národní park České Švýcarsko) – park narodowy w Czechach.
Park Narodowy „Czeska Szwajcaria” położony jest w północnych Czechach w powiecie Děčín na Wyżynie Dieczyńskiej (Góry Połabskie). Rozciąga się między miejscowościami Hřensko na zachodzie a Chřibská na wschodzie, na południu graniczy z Obszarem chronionego krajobrazu Łabskie Piaskowce, a od północy graniczy z Saską Szwajcarią znajdującą się w Niemczech.
Właśnie w tym Parku Narodowym były kręcone sceny do filmu "Opowieści z Narnii: Lew, czarownica i stara szafa" i duński bajkopisarz Hans Christian Andersen napisał część książki "Królowej Śniegu".

## Charakterystyka
Park Narodowy Czeska Szwajcaria został utworzony 1 stycznia 2000 na powierzchni około 79 km² wydzielonej z Obszaru chronionego krajobrazu Łabskie Piaskowce w celu ochrony unikatowych form skalnych i rozległych obszarów o charakterystycznej krawędziowej rzeźbie terenu i naturalnych ekosystemach. Jest to jedna z najlepiej zachowanych części Wyżyny Dieczyńskiej, obejmująca najcenniejsze regiony łabskich piaskowców (Jetřichovické stěny) oraz część Děčínských stěn, gdzie występują unikatowe piaskowcowe miasta skalne, które stanowią części Łabskich Piaskowców. Obszar uformowany z piaskowca urozmaicony jest formacjami bazaltowymi. Pod względem budowy geologicznej interesujące są pojedyncze jurajskie skały wapienne wzdłuż Bílého potoku. Pod względem powierzchni i wysokości Park stanowi teren rozczłonkowany, na którym skupionych jest wiele formacji skalnych, jak bramy, pionowe ściany, baszty, iglice, wąwozy, szczeliny, parowy i wąskie tarasy skalne. Położone są na rozległej płycie o średniej wysokości 400 m n.p.m., zbudowanej ze skał osadowych, piaskowców i margli, w której doliny rzek Křinice, Kamenice i Łaby utworzyły przełomy dzielące park na odrębne części o krajobrazie charakterystycznym dla gór płytowych. Chociaż obszar kojarzy się z górami, znajduje się tutaj najniżej położony w Czechach teren (w miejscowości Hřensko na wysokości 115 m n.p.m.). Cały teren Parku Narodowego „Czeska Szwajcaria” pod względem zajmowanego obszaru oraz minimalnego zaludnienia jest unikalnym regionem na skalę europejską. Symbolem Czeskiej Szwajcarii jest największa w Europie naturalna brama skalna – Brama Pravčicka. W „Czeskiej Szwajcarii” jest Mariina skála. Jest to taras widokowy w postaci charakterystycznej drewnianej altany, gdzie wiedzie tam wyjątkowa malownicza trasa z Jetřichovic. Na skale Falkenštejn dawniej znajdował się zamek. W Wąwozie Kamenice Divoká soutěska płynie rzeka Kamenice, gdzie organizowane są spływy rzeką. Panská skála to wzgórze z bazaltowymi kolumnami wulkanicznego pochodzenia.

## Historia
Nazwa parku Szwajcaria pochodzi od nazwy niemieckiej (saksońskiej) części Łabskich Piaskowców, którą nadali w XVIII wieku szwajcarscy malarze epoki romantyzmu, portrecista i pejzażysta Anton Graff oraz grafik i miedziorytnik Adrian Zingg, którzy od 1776 r. pracowali przy rekonstrukcji Galerii Drezdeńskiej oraz byli wykładowcami na Akademii w Dreźnie. Niepowtarzalne piękno i romantyzm okolicy nad Łabą tak urzekły Szwajcarów, że mianowali ten region swoją Szwajcarią na obczyźnie. Pierwsze wzmianki o Szwajcarii w Saksonii pojawiły w 1785 r., dziś mówi się o Szwajcarii Saksońskiej i Czeskiej.
W 1826 r. rodzina Thunów wydała pierwszy przewodnik po Szwajcarii Czeskiej. W 1879 r. w Hřensku powstał oddział Towarzystwa Górskiego Szwajcarii Czeskiej, której członkowie zaczęli budować szlaki, mostki, schroniska turystyczne i wieże widokowe. Ustawiali ławki, poręcze, drogowskazy, wyznaczali szlaki turystyczne i organizowali wycieczki. W 1884 r. udostępniono do zwiedzania atrakcyjne wąwozy. W latach 30. XIX wieku rodzina Clary-Aldrigenów dokonała przebudowy drogi z Hřenska do Bramy Pravčickiej. Pierwsze próby objęcia regionu ochroną datują się na 1928 rok, jednak Park Narodowy „Czeska Szwajcaria” powstał dopiero 1 stycznia 2000 r. jako czwarty park narodowy Czech. W niemieckiej części tego rejonu w 1990 r. powstał Park Narodowy Szwajcarii Saksońskiej.
23 lipca 2006 r. w wyniku pożaru w Parku Narodowym w pobliżu Jetřichovic spaliła się część lasu. Najnowszy pożar wybuchł 24 lipca 2022 r. w Malinovém dolu w miejscowości Hřensko. W ciągu kilku dni pożar objął ok. 3200 ha trudno dostępnego terenu. Jego rozprzestrzenianiu sprzyjały wysokie temperatury powietrza. Ewakuowano czasowo mieszkańców kilku osad Hřenska i Jetřichovic. W szczytowym okresie (1-2 sierpnia) w gaszeniu pożaru brało udział 900-1000 strażaków, ok. 200 cystern samochodowych, 20 helikopterów i 5 samolotów. Dogaszanie pożarzyska trwało do połowy sierpnia.

## Przyroda
Rzeźba terenu oraz niewielkie rzeki Kamenice i Křinice, wpływają na specyficzne warunki klimatyczne w parku. Do głębokich parowów i wąwozów, w wyniku inwersji temperatury napływa zimne powietrze. Dzięki temu na dnie wilgotnych i chłodnych parowów, na wysokości około 150 m n.p.m. występują gatunki roślin zimnolubnych, a na wyżej położonych skałach wystających ponad zwarte połacie lasu, występują podgórskie i górskie rośliny ciepłolubne. W wyniku różnicy temperatury i wilgotności między dolinami w kanionach a powierzchniami położonymi wyżej dolin, wystąpił podział drzewostanu i roślinności.

### Drzewostan
W wyższych suchych i cieplejszych partiach występuje drzewostan złożony z sosny zwyczajnej z domieszką brzozy i jarzębu. W wilgotnych i chłodniejszych dolinach występują drzewa zimnolubne: świerk, buk, klon i jawor. Resztki pierwotnego drzewostanu zachowały się już tylko na niedostępnych skałach.

### Roślinność
Z roślinności występuje fiołek dwukwiatowy, liczydło górskie, bażyna czarna, bagnica torfowa, podrzeń żebrowiec, oraz wiele gatunków paproci, mchów i porostów.

### Zwierzęta
Ze zwierząt występuje puchacz, kruk, pluszcz, żołędnica europejska, oraz ryś i sokół wędrowny, które ostatnio zadomowiły się w parku.

## Wspinaczka
Początkowo aktywność wspinaczkowa koncentrowała się w niemieckiej części Łabskich Piaskowców, jednak już pod koniec XIX wieku Czeska Szwajcaria stała się jednym z najlepszych i najbardziej znanych rejonów wspinaczkowych. Po utworzeniu Parku Narodowego wspinaczka na jego terenie została zabroniona. Obecnie częściowo zezwolono na uprawianie wspinaczki w wyznaczonych rejonach parku.